# 1980年夏季残疾人奥林匹克运动会瑞士代表团
1980年夏季残疾人奥林匹克运动会瑞士代表团是瑞士派出的1980年夏季残疾人奥林匹克运动会代表团。获得9枚金牌、10枚银牌和10枚铜牌。